# Le Grand-Lucé
Le Grand-Lucé – miejscowość i gmina we Francji, w regionie Kraj Loary, w departamencie Sarthe.
Według danych na rok 1990 gminę zamieszkiwało 1961 osób, a gęstość zaludnienia wynosiła 72 osób/km² (wśród 1504 gmin Kraju Loary Le Grand-Lucé plasuje się na 303. miejscu pod względem liczby ludności, natomiast pod względem powierzchni na miejscu 346.).